# Puy-Saint-Gulmier
Puy-Saint-Gulmier est une commune française, située dans le département du Puy-de-Dôme en région Auvergne-Rhône-Alpes.

## Géographie
La butte volcanique d'une centaine d'hectares domine la campagne environnante. De la table d'orientation, elle offre une vue exceptionnelle sur la chaîne des Dômes, le massif du Sancy et le plateau de Millevaches en Limousin.

### Communes limitrophes
|                          | Combrailles       |                          |
| Saint-Étienne-des-Champs | Puy-Saint-Gulmier | Saint-Hilaire-les-Monges |
|                          | Sauvagnat         | Prondines                |

### Climat
Pour des articles plus généraux, voir Climat d'Auvergne-Rhône-Alpes et Climat du Puy-de-Dôme.
En 2010, le climat de la commune est de type climat de montagne, selon une étude du Centre national de la recherche scientifique s'appuyant sur une série de données couvrant la période 1971-2000. En 2020, Météo-France publie une typologie des climats de la France métropolitaine dans laquelle la commune est exposée à un climat de montagne ou de marges de montagne et est dans la région climatique  Ouest et nord-ouest du Massif Central, caractérisée par une pluviométrie annuelle de 900 à 1 500 mm, maximale en automne et en hiver. 
Pour la période 1971-2000, la température annuelle moyenne est de 8,7 °C, avec une amplitude thermique annuelle de 15 °C. Le cumul annuel moyen de précipitations est de 1 412 mm, avec 13,5 jours de précipitations en janvier et 8,5 jours en juillet. Pour la période 1991-2020, la température moyenne annuelle observée sur la station météorologique de Météo-France la plus proche, « Gelles », sur la commune de Gelles à 11 km à vol d'oiseau, est de 9,5 °C et le cumul annuel moyen de précipitations est de 1 026,1 mm,. Pour l'avenir, les paramètres climatiques de la commune estimés pour 2050 selon différents scénarios d'émission de gaz à effet de serre sont consultables sur un site dédié publié par Météo-France en novembre 2022.

## Urbanisme

### Typologie
Au 1er janvier 2024, Puy-Saint-Gulmier est catégorisée commune rurale à habitat très dispersé, selon la nouvelle grille communale de densité à sept niveaux définie par l'Insee en 2022.
Elle est située hors unité urbaine. Par ailleurs la commune fait partie de l'aire d'attraction de Clermont-Ferrand, dont elle est une commune de la couronne,. Cette aire, qui regroupe 209 communes, est catégorisée dans les aires de 200 000 à moins de 700 000 habitants,.

### Occupation des sols
L'occupation des sols de la commune, telle qu'elle ressort de la base de données européenne d’occupation biophysique des sols Corine Land Cover (CLC), est marquée par l'importance des territoires agricoles (68,9 % en 2018), une proportion sensiblement équivalente à celle de 1990 (68,4 %). La répartition détaillée en 2018 est la suivante : prairies (46,8 %), forêts (31,1 %), zones agricoles hétérogènes (22,1 %). L'évolution de l’occupation des sols de la commune et de ses infrastructures peut être observée sur les différentes représentations cartographiques du territoire : la carte de Cassini (XVIIIe siècle), la carte d'état-major (1820-1866) et les cartes ou photos aériennes de l'IGN pour la période actuelle (1950 à aujourd'hui).

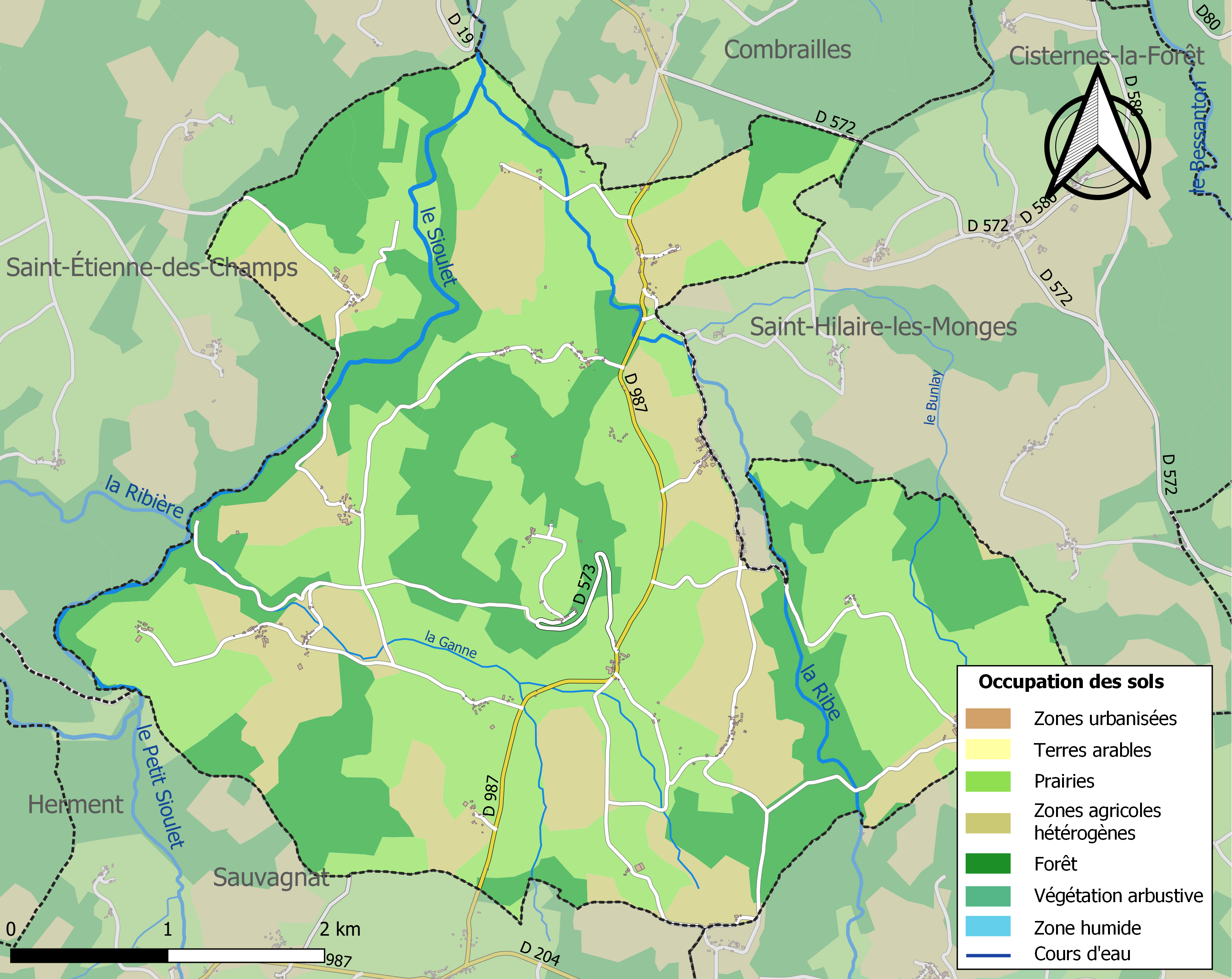
Carte des infrastructures et de l'occupation des sols de la commune en 2018 (CLC).

## Histoire

### Époque gallo-romaine
L'occupation humaine est probablement très ancienne comme en témoigne le proche dolmen de Saint-Étienne-des-Champs qui domine les gorges du Sioulet.
En 1857, des cultivateurs ont découvert près de Neuvialle sept médailles gauloises en or, deux médailles d'argent, une monnaie consulaire et un quinaire de l'empereur Majorien.
Près du village du Four a été découvert un four à tuiles à rebords (1957).
Des tronçons de voie romaine ont également été répertoriés près des villages des Pauzes et du Four.

### L'époque médiévale et la seigneurie de Puy Saint-Gulmier
Situé au sommet de la butte, le château se composait de quatre tours placées à chaque angle du corps de logis et d'une petite tour centrale servant d'escalier. En 1604, il fut détruit par un incendie et vers 1860 il ne restait qu'une tour en ruine avec un corps de logis en très mauvais état.
La seigneurie resta aux de Chaslus du XIIe au XVIe siècle. En 1513, Louise de Chaslus, dame du Puy-Saint-Gulmier, épousa Jean de Bosredon, baron d'Herment et leurs descendants se succédèrent jusqu’à la Révolution.
Gabriel-Annet de Bosredon, marquis de Puy Saint Gulmier, fut le dernier sénéchal de Clermont-Ferrand qui présida l’assemblée de la noblesse d’Auvergne en 1789.

## Politique et administration

### Découpage territorial
La commune de Puy-Saint-Gulmier est membre de la communauté de communes Chavanon Combrailles et Volcans, un établissement public de coopération intercommunale (EPCI) à fiscalité propre créé le 1er janvier 2017 dont le siège est à Pontaumur. Ce dernier est par ailleurs membre d'autres groupements intercommunaux. Jusqu'en 2016, elle faisait partie de la communauté de communes de Haute Combraille.
Sur le plan administratif, elle est rattachée à l'arrondissement de Riom, à la circonscription administrative de l'État du Puy-de-Dôme et à la région Auvergne-Rhône-Alpes. Avant mars 2015, elle faisait partie du canton de Pontaumur.
Sur le plan électoral, elle dépend du canton de Saint-Ours pour l'élection des conseillers départementaux, depuis le redécoupage cantonal de 2014 entré en vigueur en 2015, et de la deuxième circonscription du Puy-de-Dôme pour les élections législatives, depuis le dernier découpage électoral de 2010 (sixième circonscription avant 2010).

### Élections municipales et communautaires

#### Élections de 2020
Le conseil municipal de Puy-Saint-Gulmier, commune de moins de 1 000 habitants, est élu au scrutin majoritaire plurinominal à deux tours avec candidatures isolées ou groupées et possibilité de panachage. Compte tenu de la population communale, le nombre de sièges à pourvoir lors des élections municipales de 2020 est de 11. La totalité des candidats en lice est élue dès le premier tour, le 15 mars 2020, avec un taux de participation de 72,52 %.

#### Chronologie des maires
| Période                                  | Période                    | Identité         | Étiquette | Qualité |
| ---------------------------------------- | -------------------------- | ---------------- | --------- | --- |
| Les données manquantes sont à compléter. |                            |                  |           | |
| mars 2008                                | En cours (au 29 août 2021) | Cédric Rougheol, | ? puis LR | Technicien INRAE Président de la communauté de communes Chavanon Combrailles et Volcans Conseiller départemental du canton de Saint-Ours depuis 2021 |

## Population et société

### Démographie
L'évolution du nombre d'habitants est connue à travers les recensements de la population effectués dans la commune depuis 1793. Pour les communes de moins de 10 000 habitants, une enquête de recensement portant sur toute la population est réalisée tous les cinq ans, les populations de référence des années intermédiaires étant quant à elles estimées par interpolation ou extrapolation. Pour la commune, le premier recensement exhaustif entrant dans le cadre du nouveau dispositif a été réalisé en 2005.

En 2022, la commune comptait 138 habitants, en évolution de −11,54 % par rapport à 2016 (Puy-de-Dôme : +2,1 %, France hors Mayotte : +2,11 %).
| 1793 | 1800 | 1806 | 1821 | 1831 | 1836 | 1841 | 1846 | 1851 |
| ---- | ---- | ---- | ---- | ---- | ---- | ---- | ---- | ---- |
| 713  | 633  | 681  | 792  | 788  | 709  | 728  | 732  | 727  |

| 1856 | 1861 | 1866 | 1872 | 1876 | 1881 | 1886 | 1891 | 1896 |
| ---- | ---- | ---- | ---- | ---- | ---- | ---- | ---- | ---- |
| 677  | 639  | 628  | 654  | 641  | 602  | 663  | 597  | 559  |

| 1901 | 1906 | 1911 | 1921 | 1926 | 1931 | 1936 | 1946 | 1954 |
| ---- | ---- | ---- | ---- | ---- | ---- | ---- | ---- | ---- |
| 531  | 557  | 515  | 463  | 400  | 347  | 341  | 367  | 375  |

| 1962 | 1968 | 1975 | 1982 | 1990 | 1999 | 2005 | 2006 | 2010 |
| ---- | ---- | ---- | ---- | ---- | ---- | ---- | ---- | ---- |
| 301  | 264  | 246  | 229  | 203  | 159  | 158  | 158  | 142  |

| 2015 | 2020 | 2022 | - | - | - | - | - | - |
| ---- | ---- | ---- | - | - | - | - | - | - |
| 155  | 145  | 138  | - | - | - | - | - | - |

## Culture locale et patrimoine

### Lieux et monuments

#### Mine de fluorine
Très beaux cristaux cubiques bleu profond : voir MNHN PARIS
Deux sites ont été exploités pour la fluorine : le Four et Bisage.
Un site a été exploité pour le charbon : le Cheix.

#### Église duXVIesiècle
Son existence est mentionnée dans une bulle papale de Lucius III en 1182. Sa toiture est en lauzes et on peut observer un puits situé dans la nef.
Au XVIIIe siècle, un clocher terrasse (rare dans la région) et deux chapelles attenantes sont érigés.

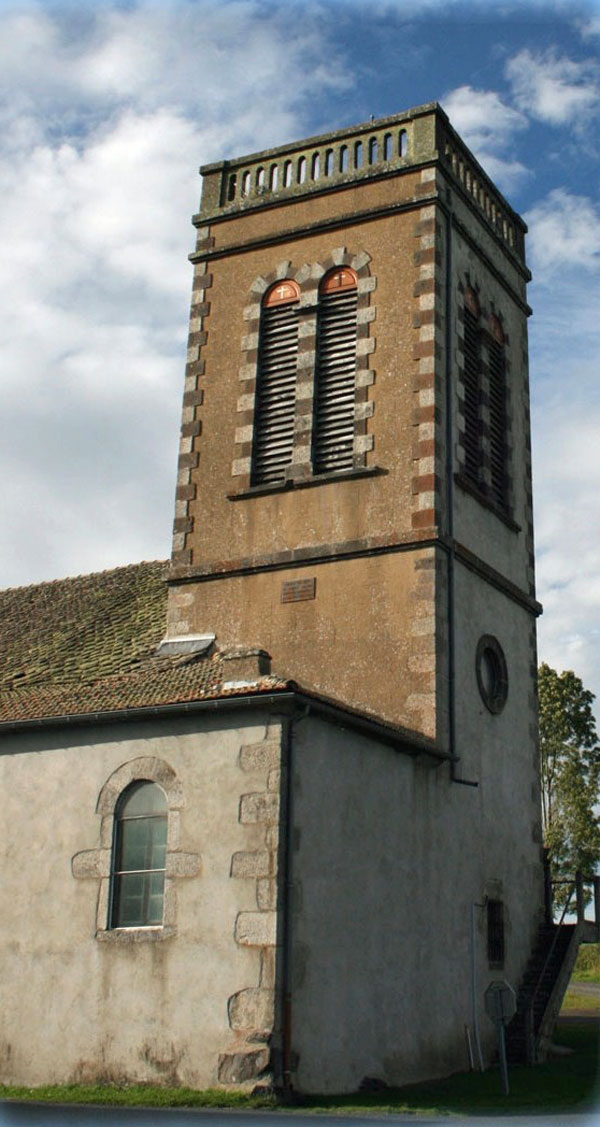
Clocher.
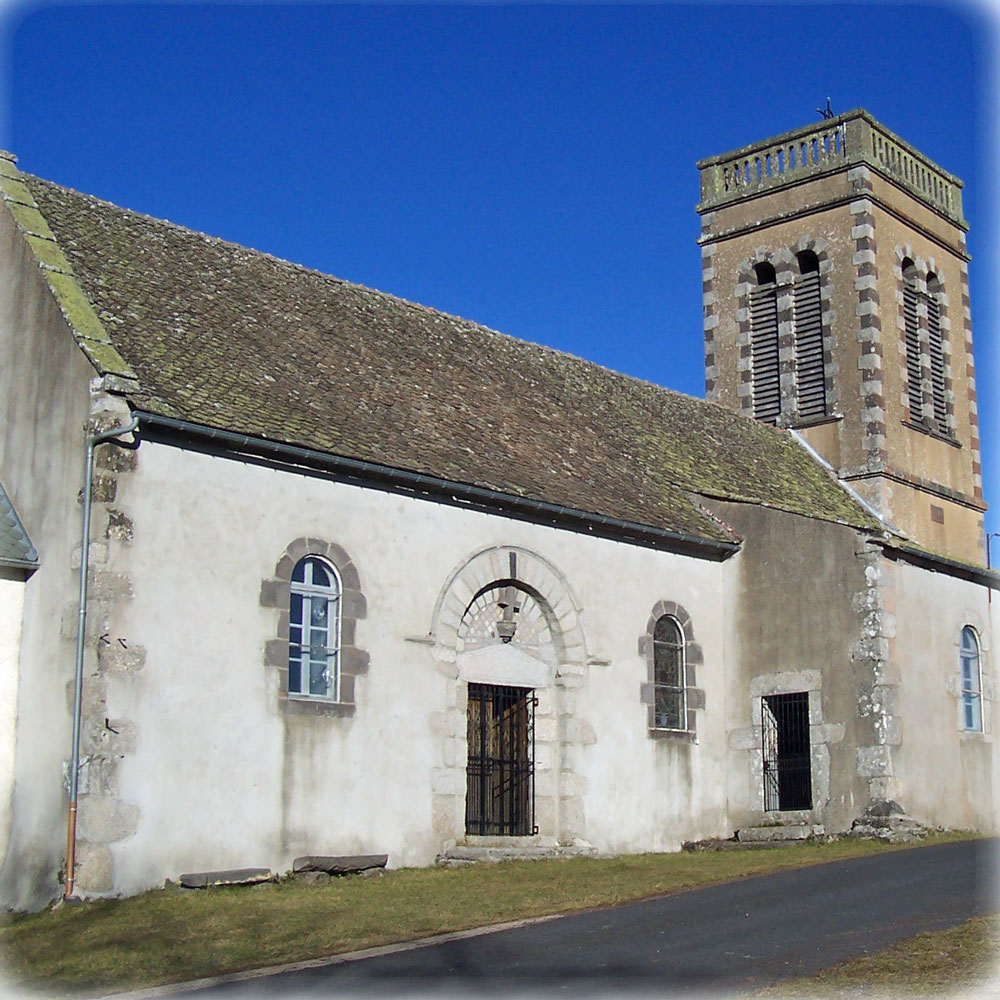
Église.
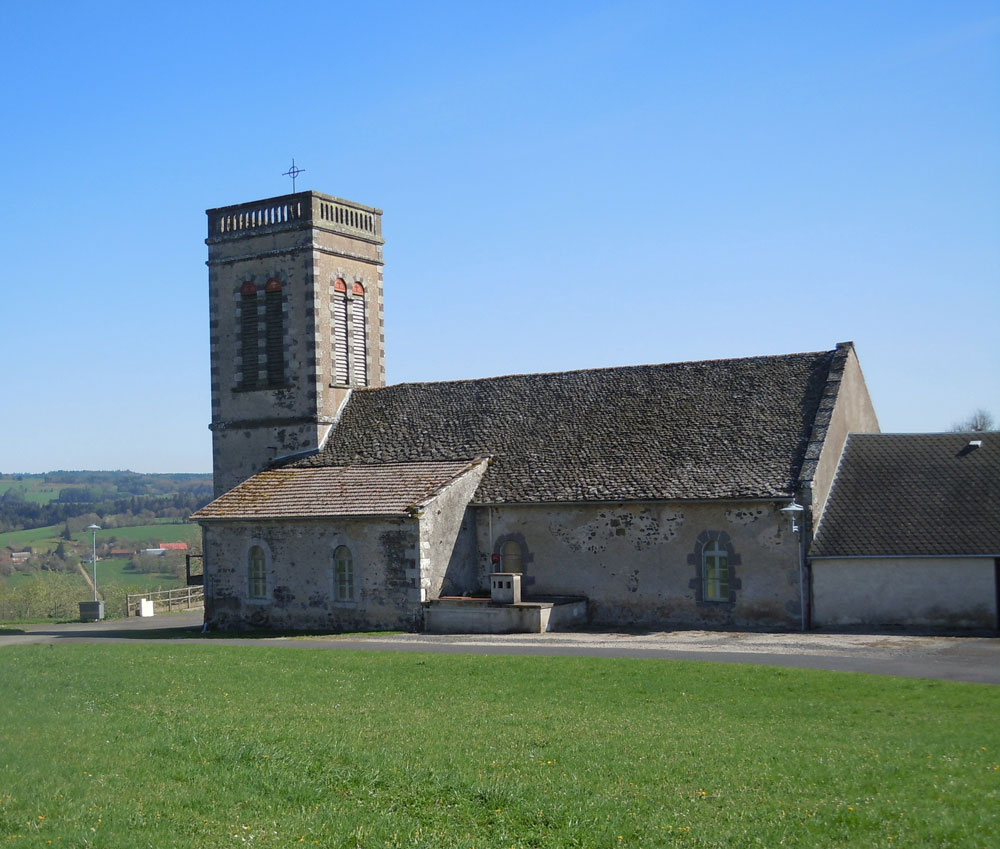
Église.
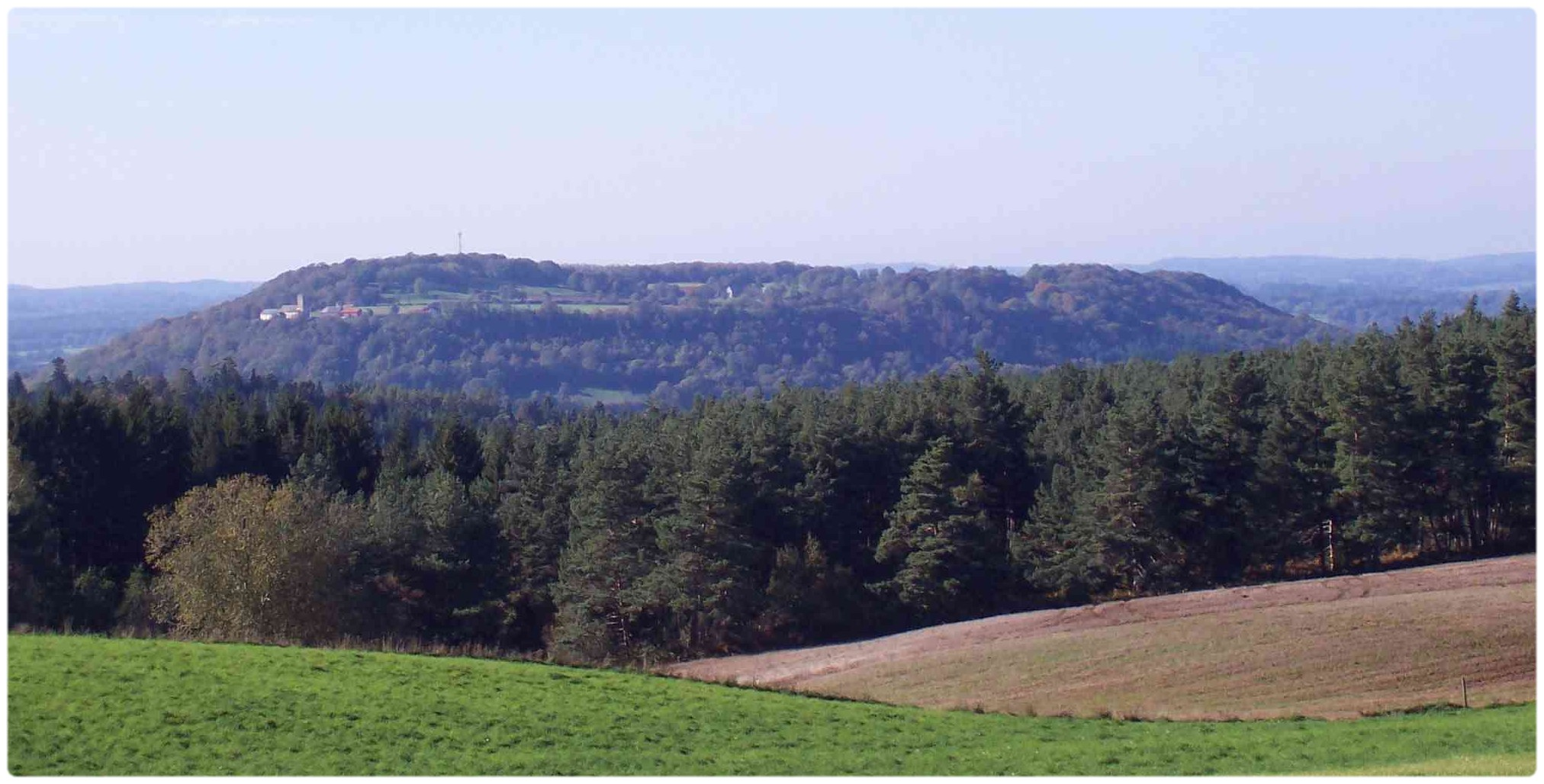
Butte de Puy-Saint-Gulmier.